# رايموند إيفانز (لاعب هوكي الحقل)
رايموند إيفانز (بالإنجليزية: Raymond Evans)‏ هو لاعب هوكي الحقل أسترالي، ولد في 28 سبتمبر 1939، وتوفي في 7 نوفمبر 1974.

## وصلات خارجية
- رايموند إيفانز على موقع أوليمبيديا (الإنجليزية)